# Guide Hachette des vins
Le Guide Hachette des vins, titré à ses débuts Guide Hachette des vins de France, est un guide œnologique du groupe d'édition Hachette Livre, paru pour la première fois en 1985. Il est l’un des plus anciens guides d’achat des vins en France et le plus vendu.

## Naissance et évolution
Dès sa première édition en 1985, le Guide Hachette des vins affiche sa démarche et ses ambitions sur sa quatrième de couverture : « des moyens considérables, une organisation régionale et la collaboration de spécialistes reconnus et impartiaux » . Sont énoncés également les deux principes fondamentaux qui prévalent encore aujourd'hui : indépendance et objectivité. 
Au fil des éditions, le nombre de références augmente : 5 000 vins retenus dans la première édition, 10 000 aujourd’hui. Les sélections se font de plus en plus sévères, car les vins présentés se multiplient : 8 000 vins testés au départ, environ 40 000 aujourd’hui. Les chapitres « Suisse » (ajouté lors de l’édition 1998 du guide) et « Luxembourg » (ajouté lors de l’édition 2000) ciblent les marchés francophones voisins. En 2002 (édition 2003), le Guide Hachette des vins passe en quadrichromie. En 2008 (édition 2009), la typographie est modernisée. 
Dans les années 1990 et jusqu’en 2007, la version CD-Rom permet des recherches dans plusieurs éditions du guide. D’autres prolongements éditoriaux ont suivi : une encyclopédie en fascicules hebdomadaires publiée entre 1996 et 2000 et des collections de livres pratiques et de référence sur la thématique. En 2006 est paru le premier coffret dérivé du guide. Fin 2008, est créé le site Internet Hachette-vins.com (250 000 visiteurs uniques par mois). En 2012, est lancée la première application pour smartphone et tablette du Guide Hachette des vins.

## Principes
Ce guide est un ouvrage collectif et non un livre d’auteur. Il a été élaboré sous la direction d'éditeurs, qui ne le signent pas mais qui organisent les dégustations, les encadrent, sont garants des procédures et animent une équipe de rédacteurs et de collaborateurs.
Le Guide Hachette des vins porte un jugement sur des vins et non des domaines. Ses entrées sont ainsi des noms de vins, tels que des marques, des domaines ou châteaux. Chaque année, la sélection est refaite à partir de nouveaux millésimes : près de 40 000 vins sont dégustés pour une sélection finale d'environ 10 000 vins. Il couvre toutes les gammes de prix, toute la hiérarchie des productions, des vins de pays (IGP) aux crus les plus prestigieux. Il promeut la diversité des terroirs, ce qui est l’approche traditionnelle de l’Ancien Monde, alors que dans le cadre international, certains concours organisent des dégustations par cépages. 
Le principe du guide est fondé sur :
- des dégustations à l'aveugle ;
- des dégustations collégiales par des professionnels de la vigne et du vin : œnologues, sommeliers, négociants... provenant de région concernée ;
- des dégustations régionales, qui s’inscrivent dans le cadre des appellations d'origine contrôlée (AOC) et des vins de pays. 
Aucune publicité de producteurs n’y est admise et les inscriptions des vins aux dégustations sont gratuites. Les étiquettes, qui signalent les coups de cœur décernés à l'aveugle par les jurés sont reproduites gratuitement.

## Système de notation
Les vins sont dégustés à l’aveugle, pour que les sélections et notations ne soient pas influencées par des considérations de réputation. Les jurés ne connaissent que l'appellation et le millésime, points de référence indispensables pour juger un vin. Ils ne connaissent en revanche ni le producteur ni la cuvée et ne voient pas l'étiquette.
Les vins sélectionnés peuvent avoir entre 0 et 3 étoiles. Ceux qui plaisent particulièrement sont dégustés une seconde fois par un « super jury », et les meilleurs sont signalés comme « coups de cœur » par la reproduction de leur étiquette dans le guide.

## Structure de l’ouvrage
Depuis la première édition, le Guide Hachette des vins propose la même organisation.
Une courte partie, destinée à l’amateur néophyte, présente le vin de la vigne au verre. Le corps de l'ouvrage, refait intégralement chaque année, comprend les descriptions des 10 000 vins retenus, classés par régions, sous-régions et appellations. Quatre index terminent l'ouvrage (appellations, communes, producteurs, vins).

## Données marché
Le Guide Hachette des vins est aujourd'hui en tête des ventes de sa catégorie, avec plus de 50 % de parts de marché (chiffres Ipsos/Livres-Hebdo).

## Internet
Le guide existe également en ligne depuis septembre 2008. Le site permet de consulter en accès libre 30 000 vins sélectionnés par le guide et quelque 130 000 vins sur abonnement. Il propose également des accords mets et vins, des conseils pour acheter, déguster et conserver le vin. La rubrique tourisme propose des routes des vins ainsi que des adresses de lieux à visiter en France autour de cette thématique.
L'édition 2011 est la première à avoir été publiée en premier lieu sous forme numérique, aboutissement d'un important travail de multiplication des supports entamé dès la première édition, en 1985, et ayant impliqué le recours à un prestataire de gestion de document et de composition appartenant au groupe Lagardère.

## Dernière édition
Collectif, Guide Hachette des vins 2014, Hachette Pratique, septembre 2013, 1408 p.